# Bahnhof Salzburg Taxham Europark

Der Bahnhof Salzburg Taxham Europark ist eine Haltestelle im Salzburger Stadtteil Taxham. Er liegt direkt neben dem Einkaufszentrum Europark in der Peter-Pfenninger-Straße.

## Geschichte
Für den Betrieb der S-Bahn Salzburg wurde der Streckenabschnitt Freilassing–Salzburg ab den 2000er Jahren ausgebaut und mit einem dritten Gleis ausgestattet. Im Zuge der Ausbaumaßnahmen entstanden in Salzburg vier neue S-Bahn-Stationen, von denen der Bahnhof Salzburg Taxham Europark als erste am 17. Juni 2006 eröffnet wurde.
Mit dem Fahrplanwechsel 2016/2017 wurde der Bahnhof an eine dritte O-Bus Linie angebunden.

## Aufbau
Der Bahnhof ist mit drei Bahnsteiggleisen an einem Seiten- und einem Mittelbahnsteig ausgestattet, nördlich davon befindet sich ein weiteres bahnsteigloses Durchgangsgleis.

## Verkehr
Er wird von den O-Bus-Linien 1, 9 und 12 sowie den Buslinien 28 und 34 angefahren.
Die S-Bahn Salzburg bedient diesen Bahnhof mit den Linien S2 (Straßwalchen – Salzburg – Freilassing) und S3 (Golling-Abtenau – Schwarzach St. Veit – Salzburg – Freilassing – Bad Reichenhall), beide Linien verkehren im Halbstundentakt. Teilweise wird er zusätzlich von Regionalzügen angefahren, welche von Salzburg Hbf nach Deutschland verkehren. Außerdem wird er auch stündlich von REX-Zügen der ÖBB abwechselnd Richtung Braunau am Inn und Linz Hauptbahnhof bedient.
Die Deutsche Bahn fährt den Bahnhof im Zwei-Stunden-Takt mit einer Regionalbahn-Linie der Südostbayernbahn nach Landshut über Mühldorf (Oberbay) an. Mit dem Fahrplanwechsel 2018/19 wird diese Verbindung Stündlich von 5:00 bis 23:00 Uhr bedient.
Die Station wird an Spieltagen in der Red Bull Arena zusätzlich von Sonderzügen angefahren. Die Haltestelle ist ein wichtiger Teil des Stadion-Verkehrskonzepts, da das Stadion sich nur 10 Gehminuten entfernt befindet.
Bis 2013 wurde der Bahnhof zusätzlich stündlich von Zügen der Westbahn zwischen Freilassing und Wien Westbahnhof bedient.
| Zuggattung/ Linie | Streckenverlauf | Taktfrequenz                         |
| ----------------- | --- | ------------------------------------ |
| REX               | Braunau – Mattighofen – Friedburg – Straßwalchen West – Salzburg Hbf – Salzburg Taxham Europark                                                     | Stundentakt                          |
| RB                | (Landshut – Vilsbiburg – Neumarkt St-Veit –) Mühldorf – Garching – Freilassing – Salzburg Taxham Europark – Salzburg Hbf                            | Stundentakt                          |
| S2/R/REX          | (Linz – Wels –) Straßwalchen – Seekirchen – Salzburg Hbf – Salzburg Taxham Europark – Freilassing                                                   | Stundentakt                          |
| S3                | (Bad Reichenhall – Piding –) Freilassing – Salzburg Taxham Europark – Salzburg Hbf – Hallein – Golling-Abtenau (– Schwarzach St. Veit – Saalfelden) | Stundentakt (Mo–Sa: Halbstundentakt) |
| S4                | Berchtesgaden – Bad Reichenhall – Piding – Freilassing – Salzburg Taxham Europark – Salzburg Hbf                                                    | Einzelner Zug                        |